# 薬師寺 (足立区伊興)
薬師寺（やくしじ）は、東京都足立区にある曹洞宗の寺院。

## 歴史
明治期の『禅曹洞宗本末寺明細簿』『曹洞宗明細簿』によれば1660年（万治3年）の開山としている。
当寺44世の現住職は幼少時より樹木が好きで、植木の産地として知られる埼玉県川口市安行まで植木を買いに行き、植樹していったという。その甲斐あって、現在では足立区の紅葉スポットとして知られるようになった。

## 交通アクセス
- 竹ノ塚駅より徒歩12分。

## 関連文献
- 「伊興村 薬師寺」『新編武蔵風土記稿』 巻ノ137足立郡ノ3、内務省地理局、1884年6月。NDLJP:763997/47。